# 踊る大捜査線 THE FINAL 新たなる希望
『踊る大捜査線 THE FINAL 新たなる希望』（おどるだいそうさせん・ザ・ファイナル・あらたなるきぼう）は、2012年9月7日公開の日本映画。
キャッチコピーは、「新たなる希望。」 「ついにFINAL―。」 「さらば、青島。」 「最後の、青島刑事。」 「大切なものは、いつも胸(ここ)に。」

## 概要
フジテレビ製作の連続テレビドラマ『踊る大捜査線』の劇場版第4作であり、15年に渡るシリーズ最終作。スタッフでの呼称はODF。前作から2年ぶりの作品にあたる。これまでのシリーズに警察官役で登場した人物が再集結し、当時SMAPの香取慎吾も出演。
撮影は2012年1月18日 から4月20日 まで行われた。真下雪乃役を演じる水野美紀のシリーズ復帰作でもある（『交渉人 真下正義』以来、7年ぶりの出演となる）。本作は撮影終了後の同年5月16日に逝去した小林すすむの遺作であり、エンドロールでは「小林すすむさんの思い出とともに」というメッセージが表示された。
音楽は前作に引き続き菅野祐悟が担当しているが、松本晃彦による過去シリーズ作品の楽曲の使用が多くなっており、クレジットも「シリーズ音楽」に変更されている。
全国452スクリーンで公開され、2012年9月7日から9日の3日間で興収10億4,699万7,550円、動員79万8,382人（8、9日の土日2日間で興収8億427万350円、動員60万4,090人）になり映画観客動員ランキング（興行通信社調べ）で初登場第1位となっている。続く公開第2週も累計で28億111万7,100円、219万4,200人、公開第3週には累計36億6,442万4,400円、287万4,718人、公開第4週には累計43億1,661万9,350円、338万8,340人になり4週連続首位となった が、動員は公開83日間で460万人、最終興行収入は59.7億円で最終作にしてシリーズ最低記録に終わった。
- 最低映画ランキングであるHIHOはくさいアワード第6位
- TBSラジオ『ライムスター宇多丸のウィークエンド・シャッフル』のザ・シネマハスラー・シネマランキング2012＜リスナー部門・ワースト作品＞対象52作品中ワースト1位[12]

## ストーリー
2012年12月21日。長期間にわたる張り込み捜査から帰ってきた青島とすみれは、いつもと違う湾岸署の様子に困惑する。湾岸署では、管内で行われている国際環境エネルギーサミットの警備が本格的に始まり、署長となった真下が自ら統括官となり刑事課を中心に署内の業務体制の一本化がなされたのである。刑事課の面々も交通課、鑑識課、機動隊などの他部署の業務をおこなっており、青島とすみれも真下の命令で各部署を転々とし始める。
そんな中、エネルギーサミットの会場で突如誘拐事件が発生。本庁から小池率いる交渉課も駆けつけ捜査を開始しようとしていた矢先、被害者は射殺体で発見されてしまう。鳥飼管理官を本部長とし捜査会議が開かれるが、使用された拳銃が以前警察が押収した物であり、捜査一課の刑事による犯行であることが発覚したことからその隠蔽のため、全ての捜査情報を鳥飼に文書として報告し、所轄には極秘状態という異例の捜査体制となる。
その頃、下の階の刑事課でもある「隠蔽」がおこなわれていた。捜査本部で使うお茶と水を用意するはずが、青島の部下の王刑事の発注ミスで大量の缶ビールを仕入れてしまったのだ。公費で大量の酒類を購入したことによる上層部からの処分を恐れた青島、そして真下ら湾岸署の面々は、事態回避のため署内総出でビールの隠蔽工作を行うこととなった。
やがて捜査本部はある一人の男性に注目。本庁に累が及ばないよう、現場を知る所轄を信頼しているからと言葉巧みに湾岸署刑事課強行犯係を誘導して、この男を任意同行させ、捜査本部による自白強要によって被疑者に仕立てて事態収束を図るが、青島はそんな上層部達の不審な動きに気付いていく。そんな中、第二の殺人事件が発生、被害者が当時交渉課課長時代の真下も関わった「6年前の誘拐殺人事件」の被告で無罪判決を受けていたことが判明する。
一方、独自に動いていた青島は鳥飼の策により、先だって捜査本部が逮捕した被疑者に対する「誤認逮捕」「自白強要」という冤罪を着せられて辞職勧告にまで追いやられ、上層部に警察手帳を奪われる。さらに室井も事件の捜査本部長の任に就いた後に、青島の責任を取る形での辞職が決定されてしまう。
そして、真下の息子が誘拐される第三の事件が発生。警察手帳を取り上げられてしまった青島だったが、誘拐事件の発生を知り室井に報告し共闘を進言。室井はこれを受け入れて、青島に捜査への参加を命令する。青島は室井からの命令を受けて人質救出・犯人逮捕に奔走。一方、捜査本部を率いる室井は、本庁・所轄問わずに集められた情報から事件の真相へと近づいていく。

## 登場人物
- 湾岸警察署
  - 青島俊作（警視庁湾岸警察署刑事課強行犯係長・警部補） - 織田裕二
  - 恩田すみれ（警視庁湾岸警察署刑事課盗犯係主任・巡査部長） - 深津絵里
  - 真下正義（警視庁湾岸警察署署長・警視正） - ユースケ・サンタマリア
  - 真下雪乃（警視庁湾岸警察署刑事課強行犯係・巡査部長（産休中）） - 水野美紀
  - 緒方薫（警視庁湾岸警察署刑事課強行犯係主任・巡査部長） - 甲本雅裕
  - 篠原夏美（警視庁湾岸警察署刑事課強行犯係・巡査部長） - 内田有紀
  - 和久伸次郎（警視庁湾岸警察署刑事課強行犯係・巡査部長） - 伊藤淳史
  - 栗山孝治（警視庁湾岸警察署刑事課強行犯係・巡査） - 川野直輝
  - 王明才（警視庁湾岸警察署刑事課強行犯係・研修生） - 滝藤賢一
  - 森下孝治（警視庁湾岸警察署刑事課盗犯係・巡査部長）- 遠山俊也
  - 魚住二郎（警視庁湾岸警察署刑事課課長・警部） - 佐戸井けん太
  - 中西修（警視庁湾岸警察署刑事課盗犯係長・警部補） - 小林すすむ
  - スリーアミーゴス
    - 神田総一朗（警視庁湾岸警察署・指導員） - 北村総一朗
    - 秋山春海（警視庁湾岸警察署・指導員） - 斉藤暁
    - 袴田健吾（警視庁湾岸警察署副署長・警視） - 小野武彦

  - 野添久美子（警視庁湾岸警察署交通課・婦警） - 小橋めぐみ
  - 山路史子（会計課） ‐ 笠木泉
  - 婦警 - 川田希、広澤草、川隅奈保子、荻野友里、鄭亜美、東加奈子、平田薫、小松彩夏[注 1]、神農幸、柊瑠美、山本真由美、小泉麻耶、川村紗也、
谷麻紗美、水野綾子、一双麻希、丸山陽子、葉加瀬マイ、新生かな子、渡部彩、吉田エマ、茨木菜緒
  - 立番警官 - 林和義
- 警視庁
  - 鳥飼誠一（警視庁刑事部捜査第一課管理官・警視） - 小栗旬
  - 小池茂（警視庁刑事部交渉課課長・警視） - 小泉孝太郎
  - 細川典文（警視庁刑事部捜査第一課、鳥飼の側近） - 貴山侑哉
  - 倉橋大助（警視庁刑事部交渉課交渉人補→交渉課長代理・警部、交渉人） - ムロツヨシ
  - 渡辺敬祐（警視庁刑事部交渉課・警部補）- 石田剛太
  - 久瀬智則（警視庁刑事部捜査第一課・警部） - 香取慎吾（SMAP）
- 警察庁
  - 室井慎次（警察庁長官官房審議官兼警察庁長官官房組織改革審議委員長・警視監） - 柳葉敏郎
  - 新城賢太郎（警察庁長官官房組織改革審議委員・警視監） - 筧利夫
  - 沖田仁美（警察庁長官官房組織改革審議委員・警視監[13]） - 真矢みき
  - 福田徹（警視庁警務部長）- 山路和弘
  - 安住武史（警察庁次長）- 大和田伸也
  - 池神静夫（警察庁長官） - 津嘉山正種
- 警察行政人事院
  - 横山邦一（警察行政人事院・情報技術執行官） - 大杉漣
- その他
  - 三井一郎 - 三上市朗
  - 坂下始 - 北山雅康
  - 日本科学未来館警備員（元××倶楽部店長） - 武野功雄
  - TVキャスター - 笠井信輔、戸部洋子、山﨑夕貴（以上、フジテレビアナウンサー）、渡辺真理（フリーアナウンサー）
  - 指名手配犯 太田賢治 - やまもとまさみ

## スタッフ
- 監督 - 本広克行 (ROBOT)
- 脚本 - 君塚良一
- シリーズ音楽 - 松本晃彦
- 音楽 - 菅野祐悟
- 主題歌 - 織田裕二「Love Somebody CINEMA Version IV」
- 製作 - 亀山千広、永田芳男
- プロデューサー - 立松嗣章、上原寿一、安藤親広、村上公一
- 協力プロデューサー - 石原隆、高井一郎、臼井裕詞、金井卓也
- ラインプロデューサー - 巣立恭平
- 撮影 - 川越一成
- 照明 - 加瀬弘行
- 美術監督 - 梅田正則
- 美術デザイン - 棈木陽次
- 録音 - 加来昭彦
- 編集 - 田口拓也
- VFXスーパーバイザー - 石井教雄
- 選曲 - 藤村義孝
- 協賛 - NISSAN
- Supportted by - NOTTV
- 制作プロダクション - ROBOT
- 製作 - フジテレビジョン、アイ・エヌ・ピー
- 配給 - 東宝

## 備考
- フジテレビは本作公開の2日前に、ハリウッド大手アニメーション制作会社のイルミネーション・エンターテインメント社と国際的戦略提携することを発表した。提携の第一歩として、本作のオープニングロゴに、イルミネーションの代表作である『怪盗グルーシリーズ』の人気キャラクター「ミニオン」が登場している[14][15]。
- 本作公開中の10月20日に、土曜プレミアムにて劇場版第一作と本作のオープニング映像が放送された。また、DVD/Blu-rayに収録されているオープニングは、『「Rhythm And Police」が流れ出した時のドラマ版のサブタイトルの表示方法』が劇場上映版から変更されている。
- 事件解決後、湾岸署玄関で鳥飼とすれ違う際に青島がつぶやく「正義なんてのは胸に秘めとくぐらいがいいんだ」は、TVシリーズで和久が青島に対して諭したセリフである。
- 前作に続きラストで室井が「大事なもんだ、持ってろ」と取り上げられていた警察手帳を渡そうとすると、「大事なもんはここに持っていますから!」と胸をたたく青島に対して「おじまげな」＝「かっこつけるな」と秋田弁で答えている。

## テレビ放映
- 地上波放送・関東地区のみ記載。
- 視聴率はビデオリサーチ調べ。関東地区でのデータ。

| 回数 | 放送局     | 放送枠         | 放送日         | 放送時間    | 放送分数 | 平均世帯 視聴率 | 備考 |
| ---- | ---------- | -------------- | -------------- | ----------- | -------- | --------------- | --- |
| 1    | フジテレビ | 土曜プレミアム | 2013年10月5日  | 21:00-23:30 | 150分    | 16.4%           | 地上波初放送 |
| 2    | フジテレビ | 土曜プレミアム | 2024年11月16日 | 21:00-23:35 | 155分    | 8.7%            | 「踊るプロジェクト」の最新映画2部作「室井慎次 敗れざる者」（10月11日公開）、「室井慎次 生き続ける者」（11月15日公開）の公開記念」と題し、4Kリマスター&完全ノーカットで放送 |

## 関連作品

### 踊る大捜査線 THE LAST TV
2012年9月1日放送のテレビスペシャル。映画の1か月前のエピソード。

### 係長 青島俊作2
『係長 青島俊作2 事件はまたまた取調室で起きている!』（かかりちょう あおしましゅんさくツー じけんはまたまたとりしらべしつでおきている!）は、映画公開前からNTTドコモのNOTTVで配信されたフジテレビ制作の映画宣伝のための携帯動画。物語は、全10話 に分割されて配信された。商店街の会長が殴打される事件を調査する青島達の前に、自分が犯人だと名乗る人物が続々現れるというストーリー。2013年4月3日DVD発売。

#### 出演（係長）
メインキャスト
- 青島俊作 - 織田裕二
- 和久伸次郎 - 伊藤淳史
- 神田総一朗 - 北村総一朗
- 秋山春海 - 斉藤暁
- 魚住二郎 - 佐戸井けん太
- 緒方薫 - 甲本雅裕
- 栗山孝治 - 川野直輝
- 王明才 - 滝藤賢一
- 暴力犯係 仙波 - 前原実
- 暴力犯係 川村 - 真柴幸平
- 婦警 - 東加奈子、一双麻希、茨木菜緒、葉加瀬マイ

ゲストキャスト
- 津島あゆみ - 夏帆
- 福原幸太郎 - 螢雪次朗
- 草薙恭子 - 杉本彩
- 木下秀雄 - 阿南健治
- 羽賀琢也 - 青柳翔
- 三井誠 - 細田よしひこ
- 寿司屋の大将 - 六平直政
- 津島さなえ - 梶原ひかり
- 周珉白 - 吉田ウーロン太
- チンピラ - 森田哲矢、東口宜隆（さらば青春の光）

#### スタッフ（係長）
- 製作 - 亀山千広
- 原案 - 君塚良一
- 脚本 - 金沢達也
- 音楽 - 松本晃彦
- 撮影 - 川越一成
- 編集 - 川村信二、田口拓也
- 選曲 - 藤村義孝
- 音効 - 近藤隆史
- 美術 - 梅田正則
- プロデュース - 立松嗣章、上原寿一、古郡真也
- 演出 - 長瀬国博

## 関連商品

### Blu-ray / DVD
2013年4月26日発売、販売元はポニーキャニオン。
- スタンダード・エディション（1枚組）
  - 映像特典：特報・劇場予告編・TVスポット集、音声特典：オーディオコメンタリー（製作・亀山千広×脚本：君塚良一×監督：本広克行）
- プレミアム・エディション（3枚組）
  - ディスク1・本編、映像・音声特典（スタンダード・エディションと同様）、ディスク2・特典DVD1：FINAL & LAST TVメイキング、オフィシャルインタビュー、隠し映像、ディスク3・特典DVD2：完成披露舞台挨拶、初日舞台挨拶〜公開記念5大都市舞台挨拶、中野友加里現場リポート、特製アウターケース付き
- FINAL SET（7枚組）
  - セット内容：プレミアム・エディション、『踊る大捜査線 THE LAST TV サラリーマン刑事と最後の難事件』（初回生産分はアウターケース付き）、『係長 青島俊作2 事件はまたまた取調室で起きている!』 DVD、『深夜も踊る大捜査線 THE FINAL』 DVD、FINAL SET専用特典DVD（語る踊る大捜査線 THE FINAL MAKING、踊る大捜査線 THE FINAL INTERVIEW、タイトルバックの作り方!、めざまし presents 踊る15years）、先着予約・購入特典：プレスパンフレット ミニチュアエディットver.、特製BOX付き

### その他Blu-ray
- 踊る大捜査線 SPIN-OFF COMPLETE Blu-ray BOX（2枚組・数量限定生産、2013年4月3日発売）
  - ディスク1：『逃亡者 木島丈一郎』、映像特典、メイキング、『警護官 内田晋三』
  - ディスク2：『弁護士 灰島秀樹』

### 主題歌CD
- 『Love Somebody 完全盤』（2012年9月5日発売）

本作の主題歌である『Love Somebody(CINEMA Version IV)』をはじめ、今まで制作された様々なバージョンの全てを収録している。

### サウンドトラック（BGM）
- 『ORIGINAL MOTION PICTURE SOUNDTRACK FINAL 』（2012年9月5日発売）

### 書籍
- 『踊る大捜査線 THE FINAL COMPLETE BOOK』（ぴあ 2012年8月28日発売）ISBN 978-4835621319
- 『踊る大捜査線 THE FINAL 新たなる希望』（扶桑社、2012年9月6日発売） ISBN 978-4594066703
- 『踊る大捜査線 THE FINAL 新たなる希望 シナリオ・ガイドブック』（キネマ旬報社キネ旬ムック 2012年9月22日発売） ISBN 4-8737-6710-5